# 伊東信久
伊東 信久（いとう のぶひさ、1964年1月4日 - ）は、日本の政治家、形成外科医師。日本維新の会所属の衆議院議員（4期）。

## 来歴
兵庫県神戸市生まれ。三人兄弟の長男（二歳下の弟と五歳下の妹がいる）。兵庫県立神戸高等学校卒業後、6年間の浪人を経て神戸大学医学部医学科に入学。高校在学中の1982年には、花園に出場し、大学入学後も医学部のラグビー部に所属していた。
1年間の留年を経て、1995年に大学を卒業し、大阪市立大学大学院医学研究科に入学。大学院修了後、大阪市立大学医学部形成外科医局、同麻酔科を経て、複数の病院の脳神経外科や整形外科、形成外科部門に勤務する。
2004年、名駅クリニック院長に就任し、椎間板ヘルニアのレーザー治療（PLDD）に従事。
2006年、椎間板ヘルニアのレーザー治療を専門とする「伊東くりにっく」を開業した。また同年より、椎間板ヘルニアに悩まされていた歌手のやしきたかじんの主治医を務めるなど、様々な人々の治療に携わる。
2009年より医療法人眞愛会理事長、また2011年12月1日より大阪大学臨床医工学教育研究センター招聘准教授、2016年4月1日より大阪大学国際医工情報センター招聘教授を務める。
2012年、橋下徹大阪市長が設立した維新政治塾の一期生の募集に応募し、入塾。同年12月の第46回衆議院議員総選挙に日本維新の会公認（みんなの党推薦）で大阪11区から出馬し、民主党前職で元内閣官房長官の平野博文、自由民主党元職の井脇ノブ子らを破り、初当選した。
2014年7月、日本維新の会の分党に際しては橋下徹大阪市長による新党結成を目指すグループに参加。同年9月、結いの党・日本維新の会の合流により維新の党の結党に参加し、同年12月の第47回衆議院議員総選挙では維新の党公認で大阪11区から出馬した が、大阪11区での得票は前回よりも約4万5千票も下回り、参議院議員を辞職して立候補した自民党の佐藤ゆかり、前回の総選挙で破った民主党元職の平野博文の後塵を拝し、重複立候補していた比例近畿ブロックでの復活により再選（惜敗率78.885％）。
2015年の分党の際には、橋下に従い、おおさか維新の会結党へ参加する。
2017年10月の第48回衆議院議員総選挙に大阪11区から日本維新の会公認で立候補し、前回より3000票余り得票を増やしたものの、落選。
落選後は大阪11区を中心に活動を続けていたが、2019年6月3日、丸山穂高の除名に伴い、空席となっていた大阪19区支部長への就任が発表された。
2021年10月31日実施の第49回衆議院議員総選挙に大阪19区から立候補し、自民党現職の谷川とむ、立憲民主党元職の長安豊、共産党の新人を破り、3期目の当選を果たした（谷川は比例復活で当選）。
2024年10月27日実施の第50回衆議院議員総選挙に大阪19区から立候補し、4期目の当選を果たした。

## 政策・主張
- 日本国憲法の改正、集団的自衛権の行使を禁じた内閣法制局の憲法解釈の見直しに賛成[21]。
- 日本の核武装について「今後の国際情勢によっては検討すべきだ」としている[21]。
- 原子力規制委員会の新基準を満たした原子力発電所の再稼働に賛成[21]。
- 女性宮家の創設に反対[21]。
- 日本の環太平洋戦略的経済連携協定（TPP）参加に賛成[21]。
- 選択的夫婦別姓制度導入について、「どちらとも言えない」としている[22]。
- 受動喫煙防止を目的に飲食店等の建物内を原則禁煙とする健康増進法改正に賛成[23]。

## 人物
- 小学校では野球に取り組み、中学では美術部に在籍[7]、高校ではラグビー部に所属していた[7]。
- 神戸高校のNo.8として花園への出場を果たし、ベスト16で4強に残った高鍋高校に敗れたものの[7]、No.8として真ん中のポジションを担ったことで、「分析力や先を見通す力を養うことができた」と語っている[7]。
- 形成外科、整形外科、脳神経外科、麻酔科など、幅広い分野で医療に携わった[7]。また、医療の現場を長年見てきたことによって、医療制度や社会保障制度の問題点を痛感し、現役の医師だからこそ切り込める矛盾があると考え、維新政治塾に入塾し、政治家を志した[7]。
- 医師として活動する過程で様々な著名人と接し[7]、やしきたかじんや野球選手の広沢克実、赤星憲広[24]らと交友を持った。2010年には赤星が主催するチャリティーゴルフコンペにも参加している[25]。また、広沢は2012年の第46回衆議院議員総選挙において、選挙戦中に選挙事務所を訪問し、伊東を激励した[11]。
- 橋下徹との縁は、伊東がやしきたかじんの主治医を務め、その椎間板ヘルニアを治療したことで、やしきが両者の間を取り持ったことに始まる[10][26]。
- 医師時代には、「Dr.イトー」のあだ名で、ホンマでっか!?TV（フジテレビ）、情報ライブ ミヤネ屋（読売テレビ）[27] に出演している[9]。また、広澤克実とDr.イトーのレーザー交遊録!（MBSラジオの医療情報番組）にも出演していた。このようにメディアへの露出が多かったため、関西では名の知られた存在であった[4]。

## 騒動

### マルチ業者との関係
2021年11月10日に週刊文春は伊東が特定商取引法違反で同年8月に6カ月間の取引停止を命じられた「ITEC INTERNATIONAL（アイテック）」に関連した講演を過去に行い、商品の開発者や監修者として紹介され、広告塔の役割を果たしていたと報じた。同社は2017年12月頃から化粧品や水素生成器などのマルチ商法を展開し、勧誘の際に商品の製造元として著名な化粧品ブランドの工場を、共同研究先として複数の大学を挙げていたが、いずれも虚偽の説明に基づく違法な勧誘活動を行っていた。
週刊文春によれば、伊東は2019年12月4日にサンドーム福井で行われたアイテックの全国大会に出席し、「（アイテックの）山口オーナーとも話をしていますけど、大阪大学の中ですね、研究室をつくって、さらなる新しい製品を開発しようとしています」などと述べていたほか、同年9月19日には議員会館で行われた同社のリーダー会議で講演していた。伊東は文春の取材に対し、講演をし、同社から謝礼を受け取っていたことは認めたうえで、一般的な医療に関する講演であったとして「アイテックの化粧品製品『MATRIX』の監修者・開発者として活動したことはありません。また、そのような記載を行うことを了承したこともありません」と回答した。11月11日に伊東は国会内で会見し、「私自身が主催して講演したことはございません」「マルチ商法だと分かっていなかった」などと改めて釈明したが、11月17日に文春は伊東が2019年7月10日に名古屋国際会議場で行われたアイテックの全国大会で「私が皆さんと一緒に監修、研究させて頂いている」「アイテックさんと一緒に、大学の中に研究室を作ろうと思っている」などと述べていたとする音声の存在を報じ、伊東の「監修・開発していない」との説明が虚偽であると報じた。
伊東はこのほか、化粧品の効果について「ちゃんと医学的な証明ができる」「マトリックス化粧品ね。素晴らしい名前ですね」などと述べていたが、文春による報道後の朝日新聞の取材に対し、自身の一連の発言について「あくまで医学用語としての『マトリックス』と同じ商品名を持つ商品について、良い名前であると述べた」「講演の主催者に対する、いわば礼儀のつもりだった。（自分が）関与しているかのような印象を与えたことは誠に遺憾」などと釈明した。伊東の所属する日本維新の会は2021年12月15日に伊東を厳重注意処分にしたと発表した。

### 統一教会との関係
- 2017年3月23日、世界平和統一家庭連合（旧統一教会）の関連団体「世界平和女性連合」の全国役員総会に出席し、挨拶をした[37]。
- 2020年5月26日、伊東が代表を務める「日本維新の会衆議院大阪府第19選挙区支部」は、世界平和女性連合大阪第19連合会に会費として36,200円を支払った[38]。

## 著作
- 『Dr.イトーのせつない腰痛すっきり解消 楽治楽坐』（しののめ出版 2011年3月発行 ISBN 978-4-434-12360-3）[39]
- 『しつこい肩こり・首痛、ラクラク解消法！』（KKベストセラーズ 2008年10月発行 ISBN 978-4-584-13305-7）[39]
- 『腰痛は医者の言葉を信じるな！』（ワニブックス 2013年10月発行 ISBN 978-4-8470-9184-1)
- 『加計学園問題の本質 - 〝政界のお医者さん〟が官の植民地化にメスを入れる!』（ワニブックスPLUS新書 2017年10月発行 ISBN 978-4-8470-6597-2）
- 『体の不調が5分で消えるありえへん! 首治療』 （ワニブックス 2018年4月発行 ISBN 978-4-8470-9671-6）
- 『自己免疫を究極まで高めるNKT細胞がん治療のすごい力 - がん治療からアンチエイジングまで!』（ワニブックス 2019年7月発行 ISBN 978-4-8470-9823-9）
- 『椎間板ヘルニア治療のウソ・ホント』（幻冬舎 2021年4月発行 ISBN 978-4-344-93207-4）
- 『がんと闘う「NKT細胞標的治療」』（幻冬舎 2021年9月発行 ISBN 978-4-344-93661-4）

## 選挙歴
| 当落 | 選挙                   | 執行日         | 年齢 | 選挙区       | 政党           | 得票数    | 得票率 | 定数 | 得票順位 /候補者数 | 政党内比例順位 /政党当選者数 |
| ---- | ---------------------- | -------------- | ---- | ------------ | -------------- | --------- | ------ | ---- | ------------------ | ---------------------------- |
| 当   | 第46回衆議院議員総選挙 | 2012年12月16日 | 48   | 大阪府第11区 | 旧日本維新の会 | 9万3763票 | 40.34% | 1    | 1/4                | /                            |
| 比当 | 第47回衆議院議員総選挙 | 2014年12月14日 | 50   | 大阪府第11区 | 維新の党       | 5万8321票 | 27.26% | 1    | 3/4                | 8/8                          |
| 落   | 第48回衆議院議員総選挙 | 2017年10月22日 | 53   | 大阪府第11区 | 日本維新の会   | 6万1859票 | 29.83% | 1    | 3/3                | 9/5                          |
| 当   | 第49回衆議院議員総選挙 | 2021年10月31日 | 57   | 大阪府第19区 | 日本維新の会   | 6万8209票 | 42.18% | 1    | 1/4                | /                            |
| 当   | 第50回衆議院議員総選挙 | 2024年10月27日 | 60   | 大阪府第19区 | 日本維新の会   | 6万5726票 | 45.15% | 1    | 1/3                | /                            |